# Swing Time
Swing Time ist ein US-amerikanisches Filmmusical mit Fred Astaire und Ginger Rogers aus dem Jahr 1936. Als Vorlage diente die Geschichte Portrait of John Garnett von Erwin S. Gelsey. In Österreich wurde der Film unter dem Titel Walzer aus Amerika veröffentlicht.

## Handlung
Lucky Garnett, ein Tänzer, der dem Glücksspiel nicht abgeneigt ist, will endlich seine wohlhabende Verlobte Margaret heiraten und das Tanzen an den Nagel hängen. Auf dem Weg zum Traualtar wird er jedoch von seinen Tanzkollegen aufgehalten, sodass er zu spät bei seiner eigenen Hochzeit erscheint. Als Margarets Vater die Hochzeit komplett abblasen will, gibt er Lucky eine letzte Chance. Dieser soll 25.000 Dollar auf ehrliche Art verdienen, um seine guten Absichten unter Beweis zu stellen.
Zusammen mit seinem Freund Pop Cardetti geht Lucky nach New York, wo er die Tanzlehrerin Penny Carroll kennenlernt. Durch ein Missverständnis wird Penny auf ihn wütend. Entschlossen sich bei ihr zu entschuldigen, will Lucky bei Penny Tanzstunden nehmen. Diese ist weiterhin verärgert und zudem überzeugt, dass Lucky keinerlei Tanztalent besitzt. Als dies ihrem Boss Mr. Gordon zu Ohren kommt, wird Penny kurzerhand entlassen. Mit Luckys Hilfe bekommt sie jedoch ihren Job zurück. Nun sollen beide in einem örtlichen Club auftreten. Da Lucky keinen Smoking besitzt und es ihm nicht gelingt, sich einen zu besorgen, verpassen er und Penny das Vortanzen, weshalb Penny erneut wütend auf ihn wird.
Um ein neues Vortanzen mit dem nötigen Kleingeld zu arrangieren, geht Lucky in ein Casino, wo er die Chance erhält, die 25.000 Dollar zu gewinnen, die Margarets Vater von ihm verlangt hat. Doch gibt sich Lucky letztlich mit weniger zufrieden, weil er sich in Penny verliebt hat. Beide dürfen schließlich doch im Club auftreten. Aus Schuldgefühlen geht Lucky Penny zunehmend aus dem Weg, hat er ihr doch bisher nichts von seiner Verlobten erzählt. Zusammen mit ihrer Freundin Mabel lädt Penny Lucky und Pop aufs Land ein, wo Pop ihr prompt von Luckys Verlobung mit Margaret erzählt. Dennoch lässt sich Penny auf eine Romanze mit Lucky ein. Als Margaret unverhofft bei ihnen eintrifft, will Penny doch lieber den Bandleader Ricky Romero heiraten. Nachdem Margaret ihre Verlobung mit Lucky aufgelöst hat, gelingt es diesem, die Hochzeit von Penny und Ricky zu verhindern. Lucky und Penny finden schließlich wieder zueinander.

## Hintergrund
Swing Time war der sechste von zehn gemeinsamen Filmen von Fred Astaire und Ginger Rogers. Nachdem RKO Pictures die Filmrechte an Erwin S. Gelseys Vorlage Portrait of John Garnett erworben hatte, wurde Gelsey im November 1935 von RKO engagiert, um seine Geschichte zusammen mit den Drehbuchautoren Howard Lindsay und Allan Scott für die Leinwand zu adaptieren. Doch wie die zusätzlichen Autoren Dorothy Yost und Ben Holmes wurde Gelsey letztlich nicht als Drehbuchautor im Vor- bzw. Abspann erwähnt.
Die Dreharbeiten fanden vom 11. Mai bis 31. Juli 1936 statt. Die in New York spielenden Straßenszenen wurden auf dem Studiogelände von Paramount Pictures gedreht. Als Kulisse für den Bahnhof diente die Santa Fe Railroad Station in Los Angeles. Fred Astaire bereitete sich fast acht Wochen lang auf die Tanzszenen vor. Seine Tanzeinlage zu Bojangles of Harlem, bei der er mit Blackface auftrat, war eine Hommage an den schwarzen Stepptänzer Bill Robinson, dessen Spitzname „Bojangles of Harlem“ war. Aufgrund der technischen Komplexität dieser Tanzeinlage, die Astaire von allen zuletzt drehte, zogen sich die Dreharbeiten mehrere Wochen länger hin als die seiner zuvor veröffentlichten Filme.
Erstmals in seiner Karriere nutzte Astaire dabei auch Tricktechnik, für die Hermes Pan die Idee geliefert hatte. Um zu erreichen, dass er synchron vor drei überlebensgroßen Schatten seiner selbst tanzt, vollführte Astaire den Tanz zunächst vor einer weißen Leinwand, auf die ein Scheinwerfer mit besonders starker Leuchtkraft seinen Schatten warf. Daraufhin tanzte er die Choreografie bei normaler Beleuchtung vor einer weiteren Leinwand. Diese Aufnahme wurde optisch mit der des im Studiolabor verdreifachten Schattens kombiniert. Damit Astaire seinen zweiten Tanz synchron zu seinem Schatten tanzen konnte, projizierte man die Aufnahme des Schattens auch im Blickfeld von Astaire. Der Dreh dieser Szene nahm drei Tage in Anspruch.
Eigentlich sollte der Film mit einer Tanzeinlage zu einem Song mit dem Titel It’s Not in the Cards beginnen. Die Szene wurde jedoch als zu schwach befunden und nach der Premiere des Films am 27. August 1936 in New Yorks Radio City Music Hall aus dem Film geschnitten. Am 12. Januar 1972 wurde das Filmmusical von der ARD erstmals im deutschen Fernsehen gezeigt.

## Musik- und Tanznummern
- Pick Yourself Up (Jerome Kern, Dorothy Fields): gesungen und getanzt von Astaire und Rogers, auch getanzt von Victor Moore und Helen Broderick
- The Way You Look Tonight (Kern, Fields): gesungen von Fred Astaire, später von Georges Metaxa, erneut am Ende von Metaxa, Broderick, Moore, Astaire und Rogers
- Waltz in Swing Time (Kern, Fields): getanzt von Astaire und Rogers
- A Fine Romance (Kern, Fields): gesungen von Astaire und Rogers, erneut am Ende von Metaxa, Broderick, Moore, Astaire und Rogers
- Bojangles of Harlem (Kern, Fields): gesungen von einem Frauenchor, getanzt von Astaire und dem Chor
- Never Gonna Dance (Kern, Fields): gesungen von Astaire, getanzt von Astaire und Rogers
- It’s Not in the Cards (Kern): Filmszene letztlich entfernt, Melodie zum Teil in der Filmmusik verblieben

## Kritiken
Das Lexikon des internationalen Films bezeichnete Swing Time als eines „der bekanntesten und besten Musicals mit dem tanzenden Traumpaar der 30er Jahre, Fred Astaire und Ginger Rogers“. Cinema lobte schlicht die „[t]olle Choreografie“. Prisma sprach von „einem der schönsten Musicals der goldenen Ära Hollywoods“. Herausgekommen sei ein Film, in dem neben „der großartigen Choreografie und jeder Menge einfallsreicher Gags“ auch das Lied The Way You Look Tonight bezaubere.
Variety sah in dem Film seinerzeit einen „weiteren Erfolg für das Team Fred Astaire und Ginger Rogers“. Der Film sei „smart, modern und in jeder Hinsicht beeindruckend“. Die Songs hätten „wie immer Substanz und Qualität“. The Way You Look Tonight steche dabei heraus. Frank S. Nugent von der New York Times fand den Film „natürlich gut“. Doch nach Filmen wie Ich tanz’ mich in dein Herz hinein, Marine gegen Liebeskummer und den anderen sei er „eine Enttäuschung“, woran hauptsächlich die Musik Schuld habe. Auch die New York Herald Tribune meinte, dass zwar die beiden Hauptdarsteller „in ihrer Ausführung noch nie vorzüglicher“ gewesen seien, aber die Produktion an sich „uneinheitlich und zum Ende hin auf jeden Fall enttäuschend“ sei.
Roger Ebert von der Chicago Sun-Times hielt Swing Time wiederum für den „besten Astaire-Rogers-Film“. Die Handlung „mit ihren routinierten Späßen“ sei zwar wie die von Ich tanz’ mich in dein Herz hinein, doch sei sie „witziger und cleverer geschrieben“. Die Nummer zu Never Gonna Dance bilde „vielleicht den Höhepunkt“ in der Schaffenszeit des Astaire-Rogers-Teams. Ein weiteres Highlight sei Astaires Solo zu Bojangles of Harlem. Für den Filmkritiker Leonard Maltin war Swing Time „einer der besten Astaire-Rogers-Filme“. Victor Moore und Helen Broderick seien „gut“ in ihren Nebenrollen und die Songs von Jerome Kern und Dorothy Fields „unvergesslich“. Astaires Bojangles-Nummer sei schlichtweg „ein Leinwandklassiker“.

## Auszeichnungen
Bei der Oscarverleihung 1937 gewannen Jerome Kern und Dorothy Fields den Oscar in der Kategorie Bester Song für The Way You Look Tonight. Eine weitere Nominierung gab es für Hermes Pan für die Choreografie zu Bojangles of Harlem. Im Jahr 2004 wurde der Film in das National Film Registry aufgenommen.

## Deutsche Fassung
Das Dialogbuch der deutschen Synchronfassung schrieb Brigitte Thiele. Die Dialogregie übernahm Eberhard Cronshagen.
| Rolle           | Darsteller      | Synchronsprecher    |
| --------------- | --------------- | ------------------- |
| Lucky Garnett   | Fred Astaire    | Eckart Dux          |
| Penny Carroll   | Ginger Rogers   | Andrea L’Arronge    |
| Pop Cardetti    | Victor Moore    | Bruno W. Pantel     |
| Mabel Anderson  | Helen Broderick | Kathrin Ackermann   |
| Mr. Gordon      | Eric Blore      | Manfred Lichtenfeld |
| Ricky Romero    | Georges Metaxa  | Klaus Kindler       |
| Margaret Watson | Betty Furness   | Marion Hartmann     |
| Mr. Raymond     | John Harrington | Horst Naumann       |